# Pakrac
Pakrac (tyska: Pakratz) är en stad i landskapet Slavonien i Kroatien. Staden ligger i Požega-Slavoniens län och har 4 472 invånare 2001.

## Historia
Pakrac nämns i skrivna dokument från 1226, 1229, 1235 och 1237 under olika namn såsom Petritz, Pukur, Puchruch, Pekercz och Pecriz. Staden styrdes och dominerades tidigt av Tempelherreorden och Malteserorden. Det är oklart när stadens fästning uppfördes men den nämns i ett dokument från 1237 utfärdat av Tempelherreorden. 1256 skövlades staden av tatarerna och 1543 intogs den av osmanerna. 
1691 befriades staden och inkorporeras åter i Habsburgska riket. Under 1700-talet dominerade kroatiska och österrikiska adelsfamiljer staden. 1728 lät den österrikiske adelsmannen Johann Theodor ab Imsen uppföra en herrgård och 1730 uppförde den preussiske baronen Franz von der Trenck ett slott i Pakrac. Staden blev en viktig handelsstad i området. 
Under det kroatiska självständighetskriget blev staden en krigsskådeplats. I början av kriget fördrevs den kroatiska befolkningen. Centralregeringen i Zagreb lyckades dock i maj 1995 ta tillbaka staden under Operation Blixt varpå den serbiska befolkningen flydde.

## Kända personligheter från Pakrac
- Jadranka Kosor
- Damir Bajs